# Henry Edwards (acteur)
Pour les articles homonymes, voir Henry Edwards et Edwards.
Henry Edwards, né le 18 septembre 1882 à Weston-super-Mare et mort d'une crise cardiaque le 2 novembre 1952 à Chobham (Angleterre), est un acteur, réalisateur, scénariste et producteur britannique.

## Biographie
Henry Edwards monte la première fois sur les planches en province vers 1900, puis rejoint les théâtres du West End de Londres en 1911. En 1913, il se retrouve à jouer face à Ethel Barrymore à New York.
Il obtient son premier rôle au cinéma en 1914 dans le court-métrage Clancarty de Harold M. Shaw. Les réalisateurs américains Laurence Trimble et Cecil Hepworth font rapidement appel à lui en tant qu'acteur et scénariste. En 1915, il réalise son premier film A Welsh Singer adapté d'un roman de Allen Raine.
En 1928, il devient co-directeur des Twickenham Film Studios avec Leslie S. Hiscott et Julius Hagen.

## Filmographie

### comme scénariste
- 1915 : A Welsh Singer
- 1916 : East Is East
- 1917 : Merely Mrs. Stubbs
- 1917 : The Failure (en)
- 1918 : Towards the Light
- 1920 : A Temporary Vagabond
- 1923 : The Naked Man
- 1923 : Lily of the Alley
- 1924 : The World of Wonderful Reality
- 1928 : Ein Mädel und drei Clowns
- 1932 : Brother Alfred
- 1933 : One Precious Year

### comme producteur
- 1930 : The House of the Arrow
- 1930 : At the Villa Rose
- 1930 : Lord Richard in the Pantry
- 1930 : Call of the Sea
- 1931 : The Girl in the Night
- 1931 : Stranglehold

## Distinctions
Mostra de Venise 1936 :
- Nommée à la Coupe Mussolini comme Meilleur film étranger pour Scrooge
- Gagnant de la Special Recommendation pour Scrooge